# Иветта Юйская
Иветта Юйская (1158  — 13 января 1228) была почитаемым христианским пророком и анахоретом. Родившаяся в Юи, Бельгия, она также была известна как Иветт, Иветта, Юфта или Ютта.

## Жизнь
Она родилась в богатой, но не особо религиозной семье, недалеко от епископа Льежского, и с ранних лет пыталась вести религиозную жизнь в своём доме. Отец Иветты был сборщиком налогов. Иветта была вынуждена вступить в брак по договорённости в возрасте тринадцати лет, и у неё было трое детей (один умер, когда ещё был младенцем), прежде чем она стала вдовой в восемнадцать лет. Она воспользовалась возможностью уйти в заброшенную больницу для прокажённых в Штатте, недалеко от Юи, на возвышенности у реки Мёз, чтобы ухаживать за заключёнными и более полно следовать своему религиозному призванию.
Иветта оставила двух своих сыновей на попечении деда. Десять лет спустя она стала анахоретом и была заключена в камере часовни около поселения на церемонии, проводимой аббатом Аббатства Орваль. Оттуда она давала советы паломникам, которые считали её пророчицей в апостольском смысле понимания божественного. Она вызвала к себе священников и даже настоятеля местной церкви и рассказала им об их поведении. Она была ответственна за обращение её отца и одного из двух выживших сыновей. Через некоторое время её сила стала угрожала мужскому духовенству и канонам. Иветту осудили. Иветта умерла 13 января 1228 года в Юи, Бельгия.
История её жизни была записана премонстрантом Гугом из Флореффе.

## Дополнительные источники
- Blessed Ivetta of Huy. catholicsaints.info. Дата обращения: 2 июня 2016. Архивировано 27 июля 2015 года.
- Mulder-Bakker, Anneke B. Lives of the Anchoresses , The Rise of the Urban Recluse in Medieval Europe (англ.). — University of Pennsylvania Press, 2005. — ISBN 978-0-8122-3852-5.
- Anchoresses of Thirteenth-century Europe – The Lives of Yvette of Huy by Hugh of Floreffe And Margaret the Lame of Magdeburg by John of Magdeburg (англ.) / Mulder-Bakker, Anneke B.. — Brepols Publishers[англ.], 2007. — ISBN 978-2-503-52077-3. Reprinted as Living Saints of the Thirteenth Century in 2011 with same ISBN.
- Butler, Alban; Farmer, David Hugh; Burns, Paul. Bd Jutta of Huy (1158–1228) // Butler's Lives of the Saints (неопр.). — Reprinted with revisions. — Continuum International Publishing Group, 1998. — Т. January. — С. 94. — ISBN 978-0-86012-250-0.